# جون جاكوبس
جون جاكوبس (بالإنجليزية: Jon Jacobs)‏ هو شخصية أعمال وممثل بريطاني، ولد في 10 سبتمبر 1966 في المملكة المتحدة.

## وصلات خارجية
- جون جاكوبس على موقع IMDb (الإنجليزية)
- جون جاكوبس على موقع أول موفي (الإنجليزية)
- جون جاكوبس على موقع قاعدة بيانات الفيلم (الإنجليزية)